# Fijistruikzanger
De Fijistruikzanger (Horornis ruficapilla; synoniem: Cettia ruficapilla) is een zangvogel uit de familie Cettiidae.

## Verspreiding en leefgebied
Deze soort is endemisch op Fiji en telt 4 ondersoorten:
- H. r. ruficapilla: Kadavu.
- H. r. badiceps: Viti Levu.
- H. r. castaneopterus: Vanua Levu.
- H. r. funebris: Tavenui.